# Robert Venosa
Robert Venosa (21 de enero de 1936-9 de agosto de 2011) fue un artista estadounidense residente en Boulder, Colorado. Estudió con los denominados Nuevos Maestros. Sus obras de arte están presentes en colecciones de todo el mundo.

## Vida y trabajos
Primero estudió con Mati Klarwein en Nueva York, y posteriormente con Ernst Fuchs en Viena. A principios de 1970 se mudó a Cadaqués. Allí conoció y se hizo amigo de Salvador Dalí, al que presentó a su otro amigo H. R. Giger.
Venosa viajó por todo el mundo con su compañera Martina Hoffmann, enseñándole su técnica de pintura. Esta técnica es un derivado de lo que Venosa aprendió de sus maestros. Su técnica difiere en el material utilizado para la pintura de base (caseína frente a pintura al temple), pero sigue en gran medida los mismos procesos.
Murió el 9 de agosto de 2011 tras ocho años luchando contra el cáncer.